# Bergholtzzell
Bergholtzzell är en kommun i departementet Haut-Rhin i regionen Grand Est (tidigare regionen Alsace) i nordöstra Frankrike. Kommunen ligger i kantonen Guebwiller som tillhör arrondissementet Guebwiller. År 2022 hade Bergholtzzell 390 invånare.

## Befolkningsutveckling
Antalet invånare i kommunen Bergholtzzell
| Referens: INSEE |